# George Cables
George Cables (* 14. listopadu 1944, New York) je americký jazzový klavírista a hudební skladatel. Hudbě se věnoval již od dětství; studoval klasickou hru na klavír a o jazz se začal zajímat až během studií. Svou první skupinu nazvanou Jazz Samaritans založil v roce 1964 a vedle něj v ní hrál například bubeník Billy Cobham. První album pod svým jménem vydal v roce 1975 a později vydal mnoho dalších alb. Během své kariéry spolupracoval s mnoha hudebníky, mezi které patří například Max Roach, Bobby Hutcherson, Archie Shepp nebo Art Blakey.